# Jersey Eastern Railway

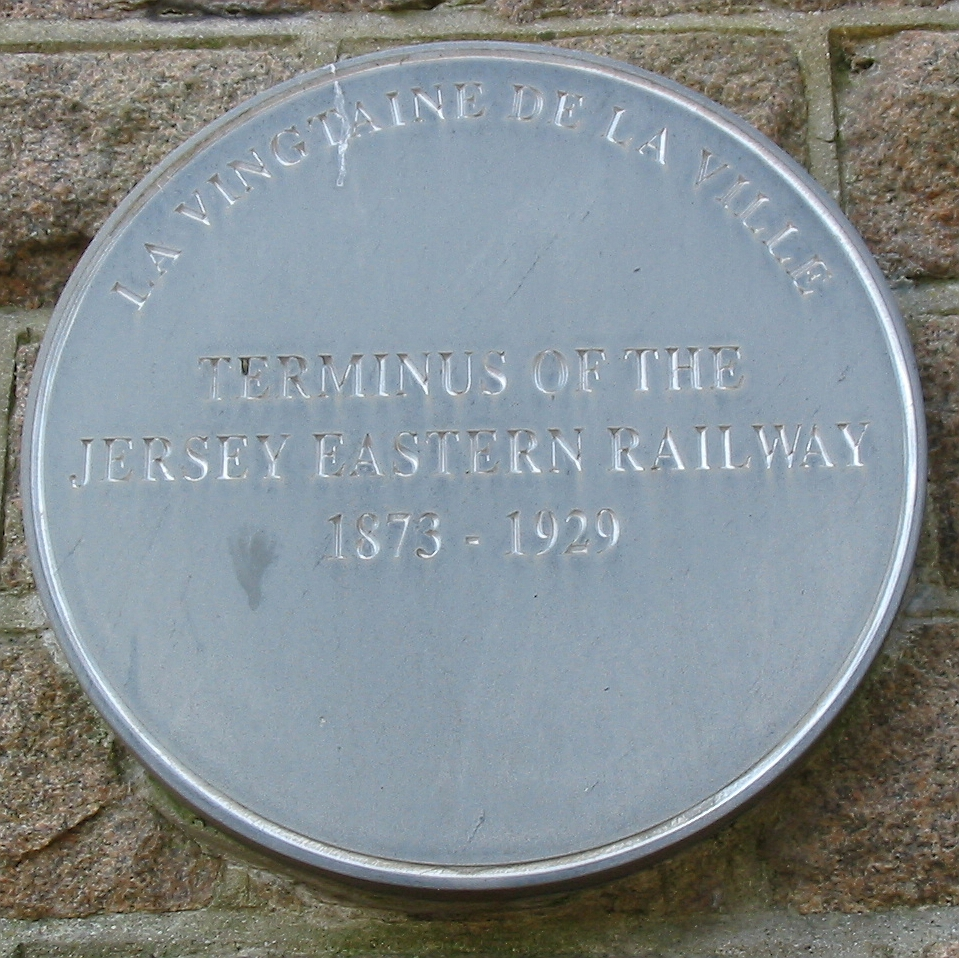
Plaque de l'ancienne ligne du Jersey Eastern Railways.

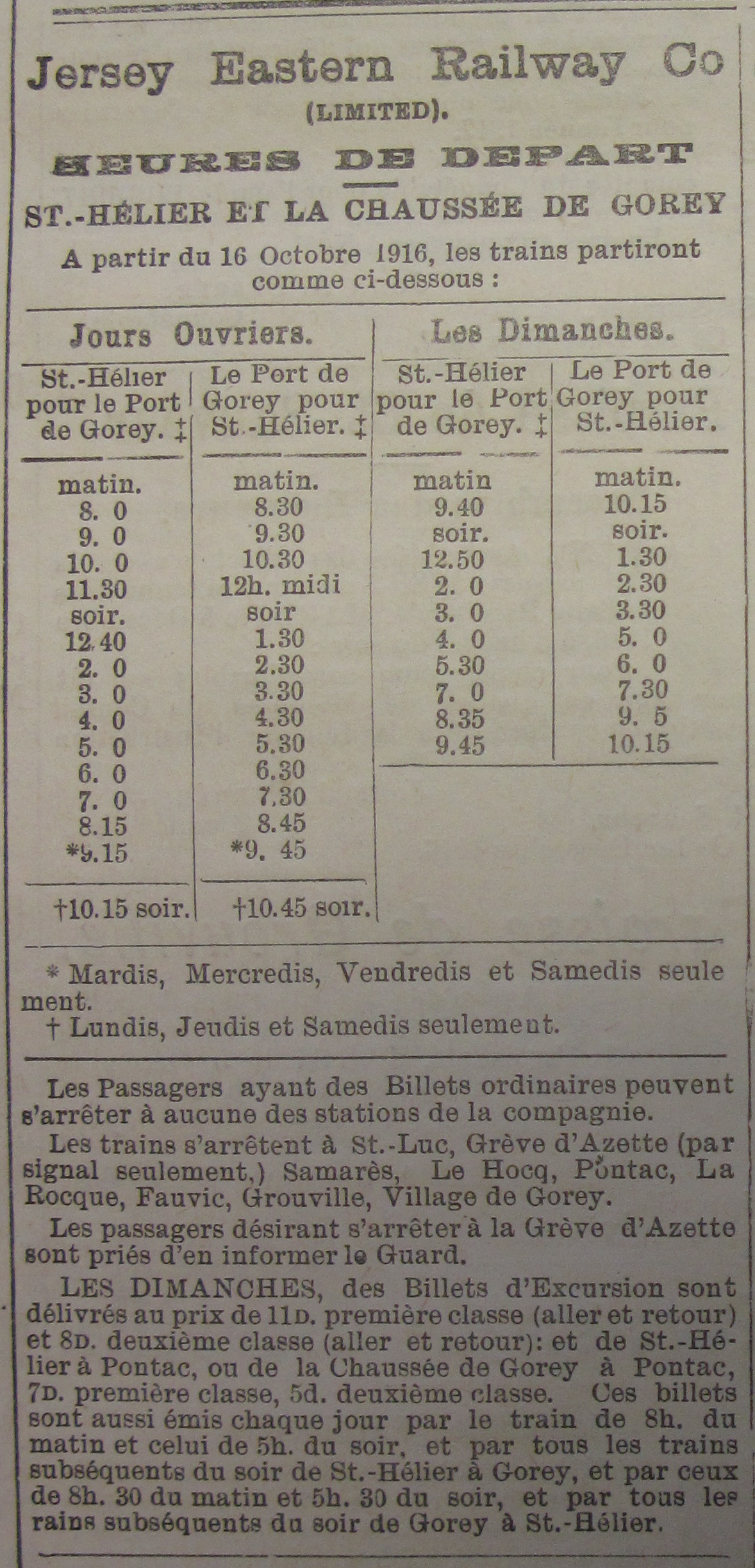
Horaire des trains, en 1916, entre Saint-Hélier et Gouray/Gorey.

Le Jersey Eastern Railways est le nom d'un des deux réseaux ferrés de l'île de Jersey. Il est ouvert au public en 1873 et fermé définitivement en 1929.

## Historique
La « Loi pour l'établissement d'un Chemin de Fer entre la Ville de St.-Hélier et Gorey » est approuvée le 16 mars 1871 et confirmée par Ordre du Conseil le 19 mars 1872, avec 68 articles sous le nom de « Projet Jersey Eastern Railway Company Limited ». Ce projet prévoit la création d'une ligne de chemin de fer depuis Saint-Hélier jusqu'au port de Gouray et une extension jusqu'à la baie Sainte-Catherine située sur la paroisse de Saint-Martin, extension qui ne sera jamais réalisée. 
Le 15 mai 1871, le comité nommé par les États de Jersey rencontre les propriétaires dont les propriétés sont concernées par le passage de la future ligne de chemin de fer. La majorité d'entre eux est satisfaite par les indemnités obtenues lors des négociations pour les terres expropriées pour le passage de la voie ferrée. 
La ligne est inaugurée et ouverte au public le 6 août 1873. Elle a une dizaine de kilomètres de longueur.
Le premier train en partance de la gare de Saint-Hélier pour Grouville est composée de six voitures de voyageurs (première classe et seconde classe). Les membres du Conseil des États de Jersey participent à ce premier voyage en train.
La gare de Gouray (ou Gorey) est officiellement inaugurée le 25 mai 1891, lendemain du jour anniversaire de la reine Victoria.
La ligne est construite avec un écartement des rails standard pour voie normale. 

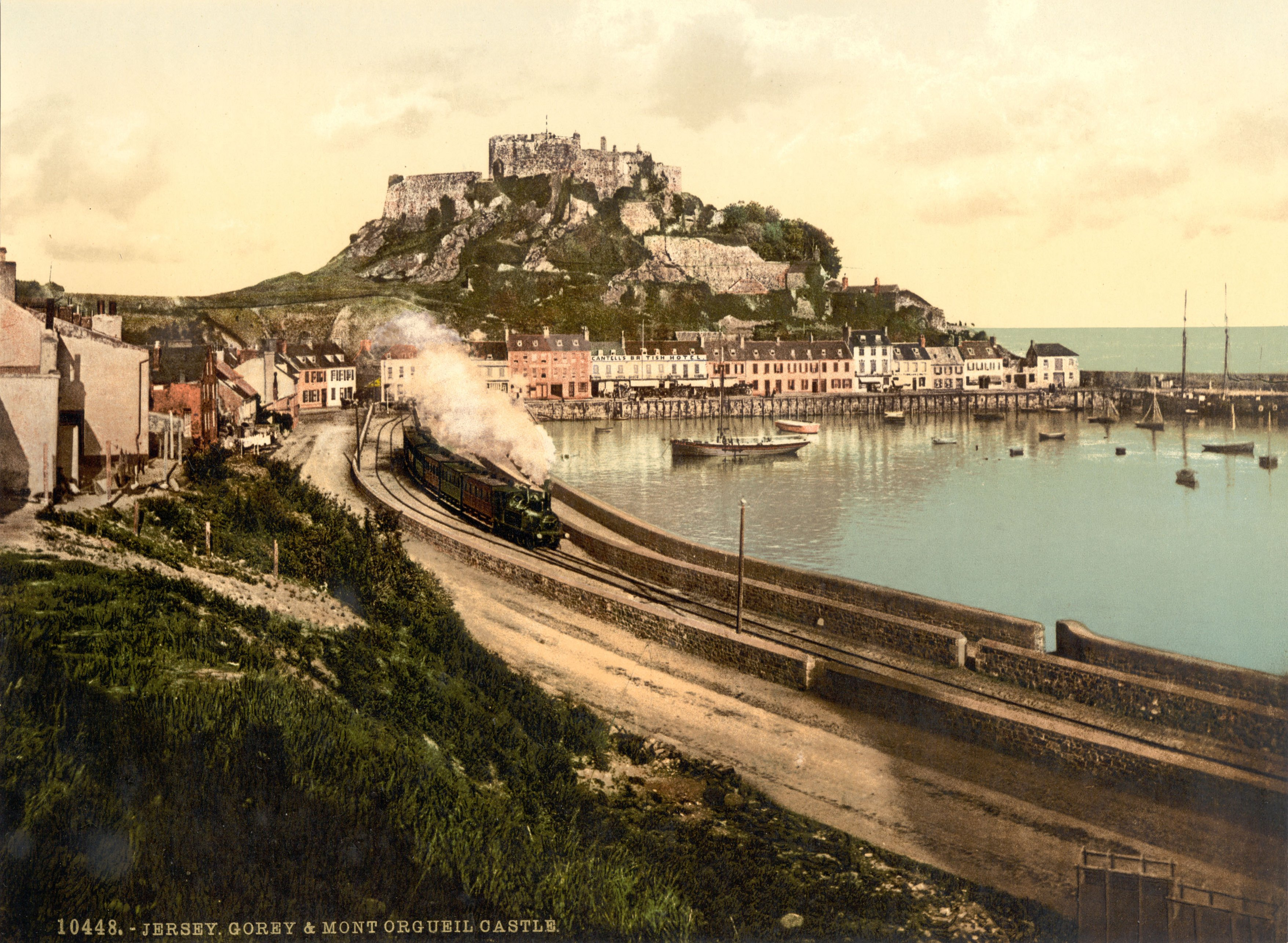
La gare de Gouray/Gorey devant le château de Mont-Orgueil.

La ligne relie la ville de Saint-Hélier au port de Gouray et la baie royale de Grouville dominée par l’imposant château de Mont-Orgueil.
La ligne dessert la paroisse de Saint-Clément via le quartier de la Vingtaine de Samarès et la paroisse de Grouville via le quartier de la Vingtaine de la Rocque. La ligne longe la côte est s'arrête aux gares de Samarès, Le Hocq, Pontac, La Rocque, Fauvic, Grouville et Gouray.
Dès 1923, est ouverte la première ligne d'autobus entre Saint-Hélier et Grouville. La concurrence met à mal l'équilibre financier de ligne de chemin de fer et celle-ci ferme définitivement le 29 juin 1929. La compagnie elle-même est mise en liquidation en 1932. 
Aujourd'hui, une partie de l'ancien tracée de la ligne est devenue un lieu de promenade et une piste cyclable.